# Viks kyrka
Viks kyrka är en modern kyrkobyggnad i stadsdelen Vik i Helsingfors.

## Kyrkobyggnaden
Kyrkan byggdes i trä efter ritningar av arkitektbyrå JKMM och invigdes den 18 september 2005. Huvudarkitekten var Samuli Miettinen och byggnaden kostade cirka 8,5 miljoner euro. Kyrkan rymmer ca 200 personer.